# Abád József
Abád József eredetileg Abkarovics (Tarcadobó, 1910. július 12. – Budapest, 1978. április 1.) magyar röplabdaedző, pedagógus, szakíró. Felesége Abád Józsefné, ritmikus gimnasztika edző.

## Életpályája
1934-ben a prágai Károly Egyetemen matematika-ábrázoló geometria szakos oklevelet szerzett. 1933–1955 között matematikatanár Komáromban, Budapesten a Zrínyi Miklós gimnáziumban, az Eötvös József Gimnáziumban és az orvostudományi egyetem gyógyszerészettudomány szakán. 1953-tól egy évig a budapesti Pedagógus Továbbképző Intézet matematika tanszékének vezetője, majd a matematikaoktatás országos felügyelője.
Még Prágában ismerkedett meg a röplabdával. 1946-tól Budapesten edzősködött. 1948-ban, 1951-ben és 1954–1962 között a magyar röplabda válogatott edzője. A Csepeli Vasas illetve a Csepel SC majd az Újpest Dózsa férfi csapatának vezetője volt. Csapataival négy illetve öt magyar bajnoki címet szerzett. Sportvezetőként a Magyar Röplabda Szövetség elnökeként tevékenykedett. A röplabda sportág magyarországi szaknyelvének kialakítója, az első szakkönyvek szerzője.

## Főbb művei
- A röplabda-játék elmélete (Budapest, 1948)
- A röplabda elméleti bevezetése és alapfokú szakoktatása (Budapest, 1949)
- Matematika és ábrázoló geometria (Budapest, 1952)
- Röplabda alapképzés (Kohonicz Józseffel, Budapest, 1953)